# بخش رحیم‌آباد
بخش رحیم‌آباد یکی از بخش‌های شهرستان رودسر در استان گیلان در شمال ایران است.

## تقسیمات کشوری
- شهر: رحیم آباد
- بخش‌های رحیم‌آباد شامل:
  - دهستان اشکور سفلی
  - دهستان سیارستاق ییلاقی
  - دهستان رحیم‌آباد
  - دهستان شوئیل

## جمعیت
بنابر سرشماری مرکز آمار ایران، جمعیت بخش رحیم آباد شهرستان رودسر در سال ۱۳۸۵ برابر با ۲۸۴۲۱ نفر بوده‌است.